# Volkmar Vogel

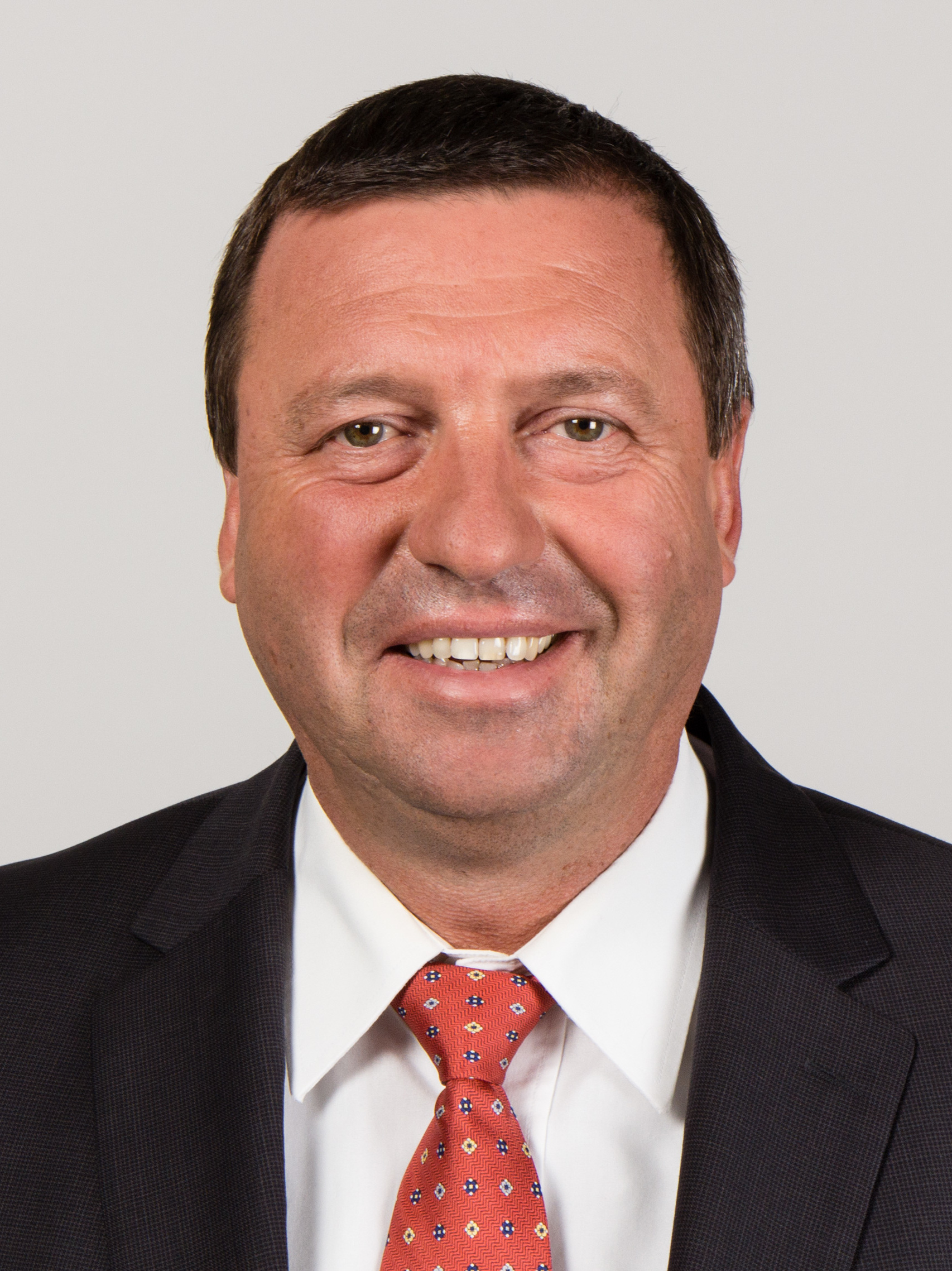
Volkmar Vogel, político alemão do partido CDU e membro do Bundestag, durante um evento em 2014. A imagem mostra Vogel, nascido em 1959 em Gera, que tem se destacado em sua carreira política, participando em diversas comissões e promovendo políticas alinhadas com a sua ideologia conservadora. Como representante da CDU, Vogel tem sido uma figura importante nas discussões sobre temas nacionais e internacionais no Parlamento Alemão. A foto foi tirada em setembro de 2014 e reflete sua presença em um evento público, ressaltando seu papel como figura política ativa na Alemanha.

Volkmar Vogel (nascido em 18 de janeiro de 1959) é um político alemão. Nasceu em Gera, Turíngia, e representa a CDU. Volkmar Vogel é membro do Bundestag do estado da Turíngia desde 2002.

## Vida
Ele tornou-se membro do Bundestag após as eleições federais alemãs de 2002. Ele é Secretário de Estado Parlamentar do Ministro Federal do Interior.
Volkmar Vogel (nascido em 18 de janeiro de 1959, em Gera, Turíngia) é um político alemão do partido União Democrática Cristã (CDU). Ele é membro do Bundestag (parlamento alemão) desde 2002, representando o estado da Turíngia. Durante sua carreira, Vogel se destacou por seu compromisso com questões de segurança interna e políticas regionais, sendo também uma voz ativa no debate sobre a integração europeia.
Em sua trajetória política, Vogel desempenhou papéis importantes dentro da CDU, como membro de diversas comissões parlamentares. Desde 2021, ele ocupa o cargo de Secretário de Estado Parlamentar do Ministro Federal do Interior, que lhe confere a responsabilidade na formulação e implementação de políticas relacionadas à segurança interna, imigração e administração pública na Alemanha.
Ele é reconhecido por seu trabalho no fortalecimento das políticas de segurança e pela promoção de uma gestão eficaz dos recursos governamentais. A sua atuação também envolve a defesa das políticas da CDU em relação a temas como a integração europeia e o combate ao terrorismo.

Além de sua carreira política, Vogel é um defensor da cooperação entre os estados federais da Alemanha e tem sido uma figura importante na política de sua região natal, Turíngia.